# Gran Premio de Portugal de Motociclismo de 2007
El Gran Premio de Portugal de Motociclismo de 2007 (oficialmente bwin.com Grande Prémio de Portugal Circuito Estoril) fue la tercera prueba del Campeonato del Mundo de Motociclismo de 2007. Tuvo lugar en el fin de semana del 14 al 16 de abril de septiembre en el Autódromo do Estoril en Estoril, Portugal.
La carrera de MotoGP fue ganada por Valentino Rossi, seguido de Dani Pedrosa y Casey Stoner. Álvaro Bautista ganó la prueba de 250 cc, por delante de Andrea Dovizioso y Jorge Lorenzo. La carrera de 125 cc fue ganada por Héctor Faubel, Gábor Talmácsi fue segundo y Pol Espargaró tercero.

## Resultados

### Resultados MotoGP
| Pos.    | N.º | Piloto           | Constructor | Vueltas | Tiempo/Retirado | Parrilla | Puntos |
| ------- | --- | ---------------- | ----------- | ------- | --------------- | -------- | ------ |
| 1       | 46  | Valentino Rossi  | Yamaha      | 28      | 45:49.911       | 3        | 25     |
| 2       | 26  | Dani Pedrosa     | Honda       | 28      | +0.175          | 5        | 20     |
| 3       | 27  | Casey Stoner     | Ducati      | 28      | +1.477          | 2        | 16     |
| 4       | 1   | Nicky Hayden     | Honda       | 28      | +12.951         | 1        | 13     |
| 5       | 33  | Marco Melandri   | Honda       | 28      | +17.343         | 7        | 11     |
| 6       | 21  | John Hopkins     | Suzuki      | 28      | +18.857         | 10       | 10     |
| 7       | 7   | Carlos Checa     | Honda       | 28      | +31.524         | 11       | 9      |
| 8       | 24  | Toni Elías       | Honda       | 28      | +40.535         | 9        | 8      |
| 9       | 65  | Loris Capirossi  | Ducati      | 28      | +43.107         | 15       | 7      |
| 10      | 5   | Colin Edwards    | Yamaha      | 28      | +44.674         | 6        | 6      |
| 11      | 56  | Shinya Nakano    | Honda       | 28      | +45.403         | 13       | 5      |
| 12      | 13  | Anthony West     | Kawasaki    | 28      | +54.562         | 16       | 4      |
| 13      | 71  | Chris Vermeulen  | Suzuki      | 28      | +1:00.002       | 12       | 3      |
| 14      | 50  | Sylvain Guintoli | Yamaha      | 27      | +1 vuelta       | 8        | 2      |
| Ret     | 6   | Makoto Tamada    | Yamaha      | 23      | Caída           | 4        |        |
| Ret     | 4   | Alex Barros      | Ducati      | 22      | Retirado        | 14       |        |
| Ret     | 14  | Randy de Puniet  | Kawasaki    | 19      | Retirado        | 18       |        |
| Ret     | 66  | Alex Hofmann     | Ducati      | 11      | Retirado        | 17       |        |
| Ret     | 80  | Kurtis Roberts   | KR122V      | 2       | Retirado        | 19       |        |
| Fuente: |     |                  |             |         |                 |          |        |

### Resultados 250cc
| Pos.    | N.º | Piloto              | Constructor | Vueltas | Tiempo/Retirado | Parrilla | Puntos |
| ------- | --- | ------------------- | ----------- | ------- | --------------- | -------- | ------ |
| 1       | 19  | Álvaro Bautista     | Aprilia     | 26      | 43:56.458       | 6        | 25     |
| 2       | 34  | Andrea Dovizioso    | Honda       | 26      | +4.367          | 1        | 20     |
| 3       | 1   | Jorge Lorenzo       | Aprilia     | 26      | +6.148          | 2        | 16     |
| 4       | 12  | Thomas Lüthi        | Aprilia     | 26      | +12.685         | 10       | 13     |
| 5       | 80  | Héctor Barberá      | Aprilia     | 26      | +13.411         | 3        | 11     |
| 6       | 3   | Alex de Angelis     | Aprilia     | 26      | +13.440         | 8        | 10     |
| 7       | 58  | Marco Simoncelli    | Gilera      | 26      | +30.322         | 11       | 9      |
| 8       | 60  | Julián Simón        | Honda       | 26      | +30.634         | 7        | 8      |
| 9       | 32  | Fabrizio Lai        | Aprilia     | 26      | +1:12.253       | 15       | 7      |
| 10      | 17  | Karel Abraham       | Aprilia     | 26      | +1:12.319       | 19       | 6      |
| 11      | 28  | Dirk Heidolf        | Aprilia     | 26      | +1:14.060       | 16       | 5      |
| 12      | 41  | Aleix Espargaró     | Aprilia     | 26      | +1:14.159       | 14       | 4      |
| 13      | 16  | Jules Cluzel        | Aprilia     | 26      | +1:14.575       | 22       | 3      |
| 14      | 50  | Eugene Laverty      | Honda       | 26      | +1:30.978       | 17       | 2      |
| 15      | 10  | Imre Tóth           | Aprilia     | 25      | +1 vuelta       | 20       | 1      |
| 16      | 31  | Álvaro Molina       | Aprilia     | 25      | +1 vuelta       | 24       |        |
| 17      | 89  | Ho Wan Chow         | Aprilia     | 24      | +2 vueltas      | 25       |        |
| Ret     | 7   | Efrén Vázquez       | Aprilia     | 23      | Caída           | 21       |        |
| Ret     | 8   | Ratthapark Wilairot | Honda       | 23      | Caída           | 18       |        |
| Ret     | 4   | Hiroshi Aoyama      | KTM         | 22      | Retirado        | 5        |        |
| Ret     | 73  | Shuhei Aoyama       | Honda       | 18      | Retirado        | 12       |        |
| Ret     | 45  | Dan Linfoot         | Aprilia     | 18      | Retirado        | 23       |        |
| Ret     | 25  | Alex Baldolini      | Aprilia     | 7       | Retirado        | 26       |        |
| Ret     | 36  | Mika Kallio         | KTM         | 4       | Retirado        | 4        |        |
| Ret     | 55  | Yuki Takahashi      | Honda       | 2       | Caída           | 9        |        |
| Ret     | 15  | Roberto Locatelli   | Gilera      | 1       | Caída           | 13       |        |
| DNQ     | 84  | Luke Lawrence       | Aprilia     |         | No se clasificó |          |        |
| DNQ     | 53  | Santiago Barragán   | Honda       |         | No se clasificó |          |        |
| DNQ     | 88  | Zhu Wang            | Aprilia     |         | No se clasificó |          |        |
| Fuente: |     |                     |             |         |                 |          |        |

### Resultados 125cc
| Pos.    | N.º | Piloto             | Constructor | Vueltas | Tiempo/Retirado | Parrilla | Puntos |
| ------- | --- | ------------------ | ----------- | ------- | --------------- | -------- | ------ |
| 1       | 55  | Héctor Faubel      | Aprilia     | 23      | 40:46.337       | 8        | 25     |
| 2       | 14  | Gábor Talmácsi     | Aprilia     | 23      | +0.132          | 4        | 20     |
| 3       | 44  | Pol Espargaró      | Aprilia     | 23      | +0.235          | 7        | 16     |
| 4       | 24  | Simone Corsi       | Aprilia     | 23      | +1.001          | 3        | 13     |
| 5       | 6   | Joan Olivé         | Aprilia     | 23      | +1.188          | 10       | 11     |
| 6       | 17  | Stefan Bradl       | Aprilia     | 23      | +7.579          | 9        | 10     |
| 7       | 71  | Tomoyoshi Koyama   | KTM         | 23      | +8.297          | 11       | 9      |
| 8       | 75  | Mattia Pasini      | Aprilia     | 23      | +8.957          | 1        | 8      |
| 9       | 35  | Raffaele De Rosa   | Aprilia     | 23      | +8.984          | 18       | 7      |
| 10      | 34  | Randy Krummenacher | KTM         | 23      | +14.052         | 12       | 6      |
| 11      | 12  | Esteve Rabat       | Honda       | 23      | +14.123         | 17       | 5      |
| 12      | 38  | Bradley Smith      | Honda       | 23      | +18.145         | 15       | 4      |
| 13      | 52  | Lukáš Pešek        | Derbi       | 23      | +21.118         | 2        | 3      |
| 14      | 7   | Alexis Masbou      | Honda       | 23      | +31.521         | 20       | 2      |
| 15      | 27  | Stefano Bianco     | Aprilia     | 23      | +31.612         | 23       | 1      |
| 16      | 63  | Mike Di Meglio     | Honda       | 23      | +31.648         | 14       |        |
| 17      | 8   | Lorenzo Zanetti    | Aprilia     | 23      | +31.945         | 22       |        |
| 18      | 29  | Andrea Iannone     | Aprilia     | 23      | +31.986         | 16       |        |
| 19      | 15  | Federico Sandi     | Aprilia     | 23      | +44.317         | 27       |        |
| 20      | 99  | Danny Webb         | Honda       | 23      | +1:01.566       | 28       |        |
| 21      | 53  | Simone Grotzkyj    | Aprilia     | 23      | +1:03.909       | 32       |        |
| 22      | 20  | Roberto Tamburini  | Aprilia     | 23      | +1:04.002       | 25       |        |
| 23      | 95  | Robert Mureșan     | Derbi       | 23      | +1:06.216       | 26       |        |
| 24      | 62  | Louis Rossi        | Honda       | 23      | +1:09.350       | 33       |        |
| Ret     | 13  | Dino Lombardi      | Honda       | 18      | Retirado        | 29       |        |
| Ret     | 30  | Pere Tutusaus      | Aprilia     | 15      | Caída           | 30       |        |
| Ret     | 33  | Sergio Gadea       | Aprilia     | 12      | Retirado        | 6        |        |
| Ret     | 11  | Sandro Cortese     | Aprilia     | 9       | Caída           | 5        |        |
| Ret     | 60  | Michael Ranseder   | Derbi       | 9       | Caída           | 19       |        |
| Ret     | 51  | Stevie Bonsey      | KTM         | 8       | Retirado        | 31       |        |
| Ret     | 18  | Nicolás Terol      | Derbi       | 7       | Retirado        | 13       |        |
| Ret     | 22  | Pablo Nieto        | Aprilia     | 5       | Retirado        | 21       |        |
| Ret     | 77  | Dominique Aegerter | Aprilia     | 4       | Retirado        | 24       |        |
| DNS     | 37  | Joey Litjens       | Honda       |         | No participó    |          |        |
| DNS     | 86  | Ricard Cardús      | Aprilia     |         | No participó    |          |        |
| DNQ     | 61  | Ivo Relvas         | Aprilia     |         | No se clasificó |          |        |
| Fuente: |     |                    |             |         |                 |          |        |